# Plasmafèresi

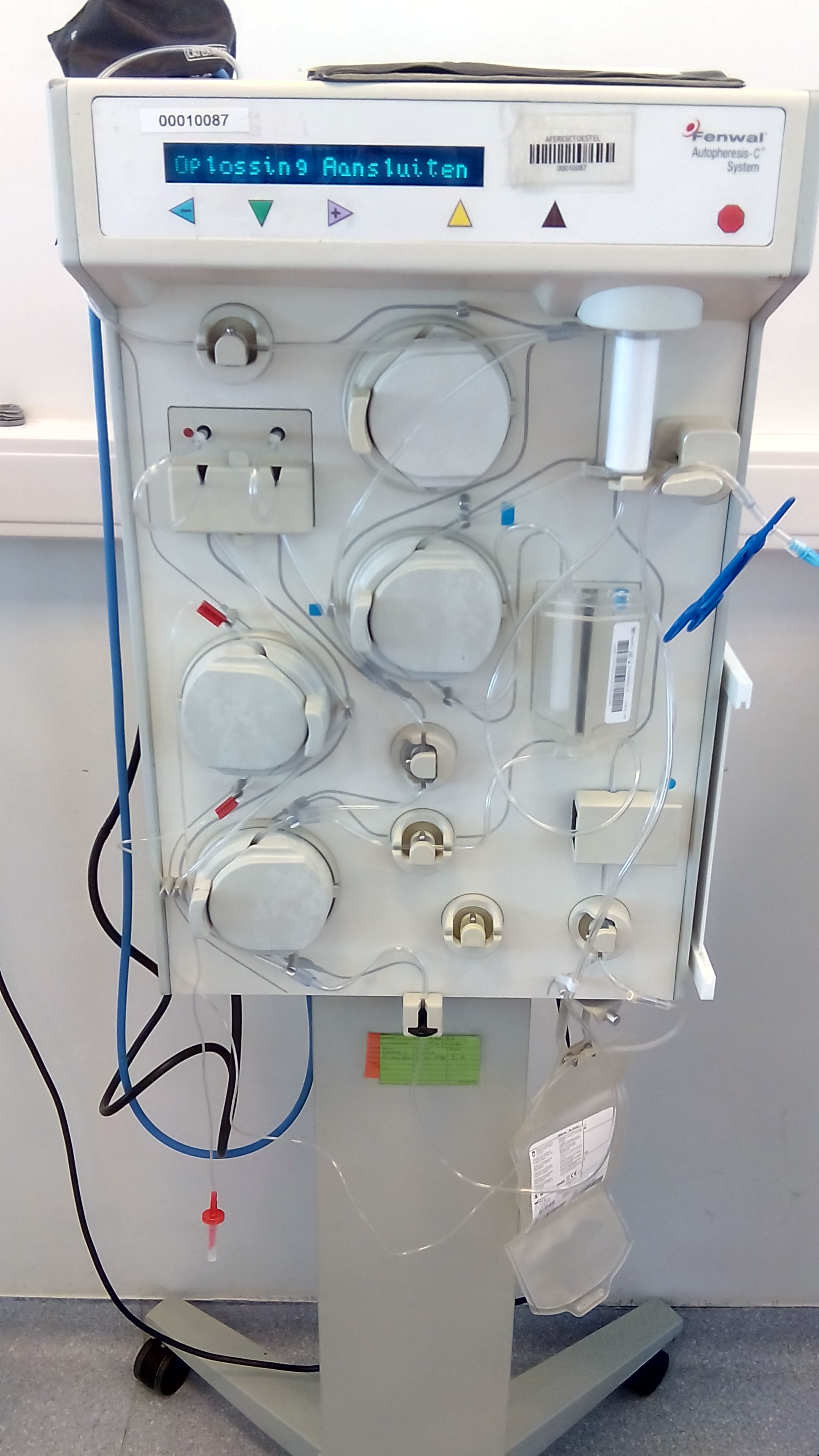
Màquina de plasmafàresi

La plasmafèresi (dels mots plasma i afèresi, del grec πλάσμα (aphaíresis), enretirar, treure) és una tècnica utilitzada per a l’obtenció de plasma. Consisteix en la realització d’una extracció de sang, la separació dels components cel·lulars (glòbuls vermells, glòbuls blancs i plaquetes) del plasma mitjançant centrifugació i en el retorn de les cèl·lules al sistema circulatori en el mateix procés.

## Història
La tècnica va ser descrita originàriament per Vadim A. Yurevick i Nicolay Rosenberg, de l’Acadèmia Mèdica Quirúrgica Imperial de Sant Petersburg, a Rússia, en un estudi realitzat el 1913, on es dugueren a terme plasmafèresis exitoses in vivo en animals de laboratori. En aquest estudi, l'extracció de plasma es combinà amb el retorn dels glòbuls vermells prèviament rentats, provant de demostrar la possibilitat d’eliminar toxines per tal de netejar el cos mitjançant un tractament de la sang extracorpori. El 1913 encara no s’emprava el mot plasmafèresi, utilitzant-se el d'afèresi.
Un any després, el 1914, John Abel i Leonard Rowntree de l’Hospital Johns Hopkins, als Estats Units, dugueren a terme un estudi, també en animals, aquest cop gossos. Tradicionalment s’han considerat els primers doctors en realitzar una plasmafèresi, però en la publicació de l'estudi se cita als doctors Yurevick i Rosenberg, demostrant el coneixement del seu treball. En aquest article, s’empra ja el terme plasmafèresi.
Les primeres investigacions en humans les dugueren a terme Co Tui, F.C. Bartter i A.M. Wright segons indica l'estudi presentat el 1944 realitzat en sis donants de plasma.
Josep Antoni Grífols i Lucas (Barcelona, 1917-1958), metge i farmacèutic, aporta el primer estudi sistemàtic sobre l’aplicació de plasmafèresis periòdiques en una sèrie de donants de plasma. L'estudi més complert fins al moment sobre els seus efectes en el cos humà a mitjà termini, es dugué a terme l’any 1950 i es fonamentava en la realització de més de 320 plasmafèresis. Grífols i Lucas conclou que es poden dur a terme plasmafèresis setmanals en un donant durant mesos sense que es produeixin alteracions en el seu plasma, i alhora, que el seu mètode permet la obtenció d’una major quantitat de plasma comparat amb el mètode habitual de donació de sang complet
En aquell moment, la plasmafèresi era una tècnica manual realitzada a partir d’una extracció de sang completa d’uns 350 ml. Els participants en l'estudi van ser sotmesos a diverses plasmafèresis dutes a terme en intervals setmanals, de manera que un cop realitzada l'extracció de sang, se’ls retornaven glòbuls vermells provinents de la seva pròpia donació de la setmana anterior. La sang extreta es conservava en una ampolla de vidre que contenia una substància anticoagulant d’àcid-citrat-dextrosa (ACD).

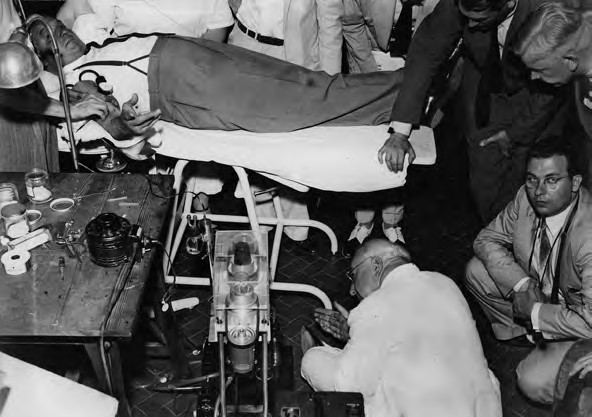
Edwin J. Cohn i Josep Antoni Grífols i Lucas al IV Congrés Internacional de Transfusió Sanguínia, Lisboa, 1951.

El Dr. Grífols i Lucas va presentar a la comunitat científica les conclusions de l'estudi al IV Congrés Internacional de Transfusió Sanguínia, celebrat a la ciutat portuguesa de Lisboa el 1951. Un any després, el 1952, els resultats van ser publicats a la revista científica The British Medical Journal i a Medicina Clínica. El 1955 aporta noves dades al V Congrés de la Societat Europea d’Hematologia, celebrat a  Freiburg, Alemanya, arran de la continuada pràctica de plasmafèresis per un període de cinc anys. El 1956 viatjà a Boston, als Estats Units, per presentar els resultats en el VI Congrés de la Societat Internacional de Transfusors de Sang.
En el congrés de 1951, J. A. Grífols i Lucas coincideix amb el bioquímic Edwin Joseph Cohn, qui centra els estudis en el plasma i les [[prote{ina | proteïnes]] que conté, apuntant les seves propietats terapèutiques i el mètode per a separar-les, anomenat el mètode de Cohn o del fraccionament plasmàtic. En aquest punt les dues investigacions conflueixen: d’una banda, Grífols presentava una tècnica segura que permetia l’obtenció de grans quantitats de plasma de donants sans; de l’altra, Cohn presentava el seu fraccionador plasmàtic, l’aparell per a separar les proteïnes del plasma. Les dues contribucions van ser cabdals i marcaran l’inici del naixement d’una nova indústria, la del fraccionament del plasma i l’obtenció d’hemoderivats.
Segons J. Wallace, va ser Michael Rubinstein la primera persona amb la qual es va utilitzar la tècnica de la plasmafèresi per a tractar una malaltia autoimmunitària, quan va assenyalar que «va salvar la vida d'un adolescent amb PTT en el vell hospital Lebanon de Los Angeles el 1959». Segons la mateixa font, l'actual procediment del mètode va desenvolupar-se a l'institut nacional del càncer dels Estats Units entre el 1963 i el 1968, on els investigadors van aconseguir modificar i perfeccionar una tècnica del segle xix utilitzada per a separar la crema amb fins terapèutics.
L’any 1965, Víctor Grífols i Lucas, químic, farmacèutic i germà de Josep Antoni Grifols i Lucas, va patentar una centrífuga i el procediment per a la plasmafèresi in situ, és a dir, al costat mateix del donant. Així doncs, es va passar d’un procés manual i fragmentat a un d’automàtic i continu, que permetia l'extracció, separació i retorn dels components sanguinis al donant, tot en el mateix procés. El nou aparell facilita el procediment per a realitzar plasmafèresis, l’agilitza i el fa més segur pel donant.
L'agost de l'any 2009 es va realitzar amb èxit un trasplantament creuat de ronyó entre pacients de diferent grup ètnic, i mitjançant la plasmafèresi es van poder eliminar de la sang els anticossos que poden provocar el rebuig de l'òrgan implantat.

## Complicacions
De la mateixa forma que en altres teràpies, i tot i que la plasmafèresi és un mètode de gran utilitat en certs tractaments mèdics, existeixen potencials riscos i complicacions. La inserció del catèter intravenós per iniciar el procés de filtratge de la sang pot produir  sagnat, puncionar òrgans vitals (com per exemple, pulmons), a més de tenir el risc típic de tot catèter de ser colonitzat i servir com a via d'entrada per a diverses  infeccions.
A més de les complicacions relacionades amb el catèter, el procediment en si mateix té una altra sèrie de complicacions. Mentre la sang del pacient es filtra a través de la màquina de plasmafèresi, la sang tendeix a coagular-se. Per a reduir aquest risc, s'utilitza citrat, segons els actuals protocols, mentre es realitza el procediment. El citrat és capaç d'unir-se amb el calci, disminuint la seva concentració lliure a la sang, ió que és vital en el mecanisme de la coagulació. Tanmateix, aquest mateix protocol pot arribar a disminuir de manera important la calcèmia (la qual cosa semiològicament es pot veure pels signes de Trousseau i Chvostek), és per això que també se subministra calci via oral.
Altre complicacions poden ser infeccions sanguínies durant el procés (similar als riscos d'una diàlisi, supressió del sistema immunitari del pacient i sagnat o hematomes en el lloc del catèter.